# Mesofyticum
| Era (dieren)                                                                   | Era (planten) | Periode   |
| ------------------------------------------------------------------------------ | ------------- | --------- |
| Cenozoïcum                                                                     | Cenofyticum   | Kwartair  |
| Cenozoïcum                                                                     | Cenofyticum   | Neogeen   |
| Cenozoïcum                                                                     | Cenofyticum   | Paleogeen |
| Mesozoïcum                                                                     | Cenofyticum   | Krijt     |
| Mesozoïcum                                                                     | Mesofyticum   | Jura      |
| Mesozoïcum                                                                     | Mesofyticum   | Trias     |
| Paleozoïcum                                                                    | Mesofyticum   | Perm      |
| Paleozoïcum                                                                    | Paleofyticum  | Perm      |
| Paleozoïcum                                                                    | Carboon       |           |
| Paleozoïcum                                                                    | Devoon        |           |
| Paleozoïcum                                                                    | Siluur        |           |
| Paleozoïcum                                                                    | Ordovicium    |           |
| Paleozoïcum                                                                    | ???           |           |
| Vergelijking van era's uit de paleozoölogie (dieren) en paleobotanie (planten) |               |           |

Het Mesofyticum (ook wel gespeld als Mesophyticum) is een onofficieel era in de geologische tijdschaal, gebaseerd op de evolutie van de planten. In de officiële geologische tijdschaal worden de laatste 500 miljoen jaar ingedeeld in de era's Cenozoïcum, Mesozoïcum en Paleozoïcum, een indeling die vooral gebaseerd is op de evolutie van dieren. Deze driedeling is minder geschikt voor de evolutie van planten.
Het Mesofyticum begint halverwege het Perm, als de zaadplanten de flora's gaan domineren. Tijdens het Mesofyticum zijn dit alleen naaktzadigen als coniferen, ginkgo's, palmvarens en schijnpalmvarens. Daarnaast kwamen ook oudere soorten als varens nog veel voor, zij het minder dominant dan tijdens het Paleofyticum. Het Mesofyticum eindigt met de opkomst van de eerste bedektzadigen (bloeiende planten).